# خارج الملجأ (رواية)
خارج الملجأ (بالإنجليزية: Out of the Shelter)‏ هي رواية للكاتب البريطاني ديفيد لودج، نشرت عام 1970، عن دار نشر ماكميلان.